# Tony Vilas
Roberto Antonio Vilas, detto Tony (Buenos Aires, 3 giugno 1944 – Buenos Aires, 1º luglio 2013), è stato un attore argentino, che fu attivo in campo televisivo, teatrale e cinematografico.
Complessivamente, tra cinema e - soprattutto - televisione, partecipò ad una ventina di differenti produzioni, a partire dalla fine degli anni sessanta.

## Filmografia

### Cinema
- Ufa con el sexo (1968)
- Hipólito y Evita (1973)
- La vuelta de Martín Fierro (1974)
- Correccional de mujeres (1986)
- Obsesión de venganza (1987)
- La vera storia di Eva Perón (1996)

### Televisione
- Mi hermano Javier (1977)
- El león y la rosa (1979)
- Viva América (1982)
- Esa provinciana (1983)
- Il segreto di Jolanda (Yolanda Luján) - telenovela (1984)
- El pulpo negro - miniserie TV (1985)
- Vendetta di una donna (Venganza de mujer) (1986)
- Gli indomabili (Mi nombre es Coraje) (1988)
- La donna del mistero (La extrańa dama) - telenovela (90 episodi) (1990)
- La elegida (1992)
- Apasionada (1993)
- Casi todo, casi nada (1993)
- Para toda la vida (1994)
- La voce del Signore (El día que me quieras) - telenovela (1994)
- Son cosas de novela (1996)
- Verdad consecuencia (1996)
- Hombre de mar (1997)
- Comodines (1997)
- Por el nombre de Dios (1999)
- Verano del '98 (1999-2000)
- Yago, pasión morena (2001)

## Teatro (Lista parziale)
- Déjala sangrar
- Las de Barranco
- ¡Guarda abajo!
- Paternoster
- Vamo y Vamo
- El Camino a la Meca
- Los invertidos
- Viejos conocidos
- Crónica de la caída de uno de los hombres de ella
- La tempestad
- Doce hombres en pugna
- Las de Barranco
- Antígona
- Espectros
- Plaza hay una sola

## Premi e riconoscimenti
- Premio Trinidad Guevara
  - 1989: Miglior attore per Antígona[2][4]